# 리벤지 큐브

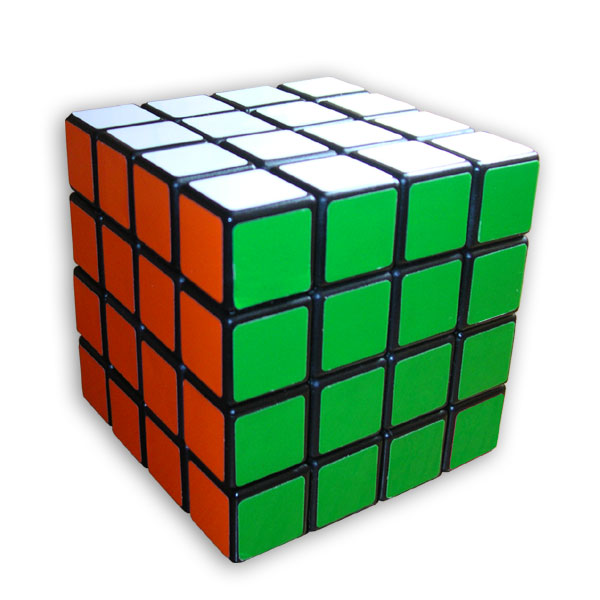
완성된 상태의 리벤지 큐브

리벤지 큐브(Rubik's Revenge, Master Cube)는 4×4×4 버전의 루빅스 큐브로, 1981년에 출시되었다. 페터 세베스테니(Péter Sebestény)가 발명했기 때문에 세베스테니 큐브라는 이름으로 불릴 수 도 있었지만, 이름을 Rubik's Revenge로 바꾼 결정이 루빅스 큐브의 팬을 끌어들이게 되었다. 원래 퍼즐(과 5×5×5 큐브)과는 다르게, 이것은 고정된 조각이 없다: 중간 조각(면 마다 네 개)는 다른 위치로 자유롭게 움직일 수 있다.
4×4×4 큐브를 풀 때, 모서리와 귀퉁이 조각은 3×3×3 큐브를 푸는 방법을 사용할 수 있다. 비록 중앙 조각으로 각 조각들의 위치를 구분할 수는 없지만, 색의 상대적인 위치를 사용해서 적용시킬 수 있다.

## 구조

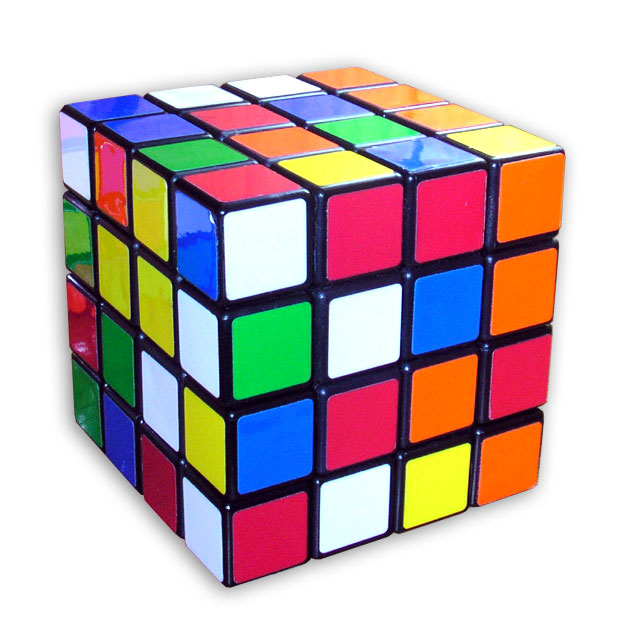
섞인 상태의 리벤지 큐브

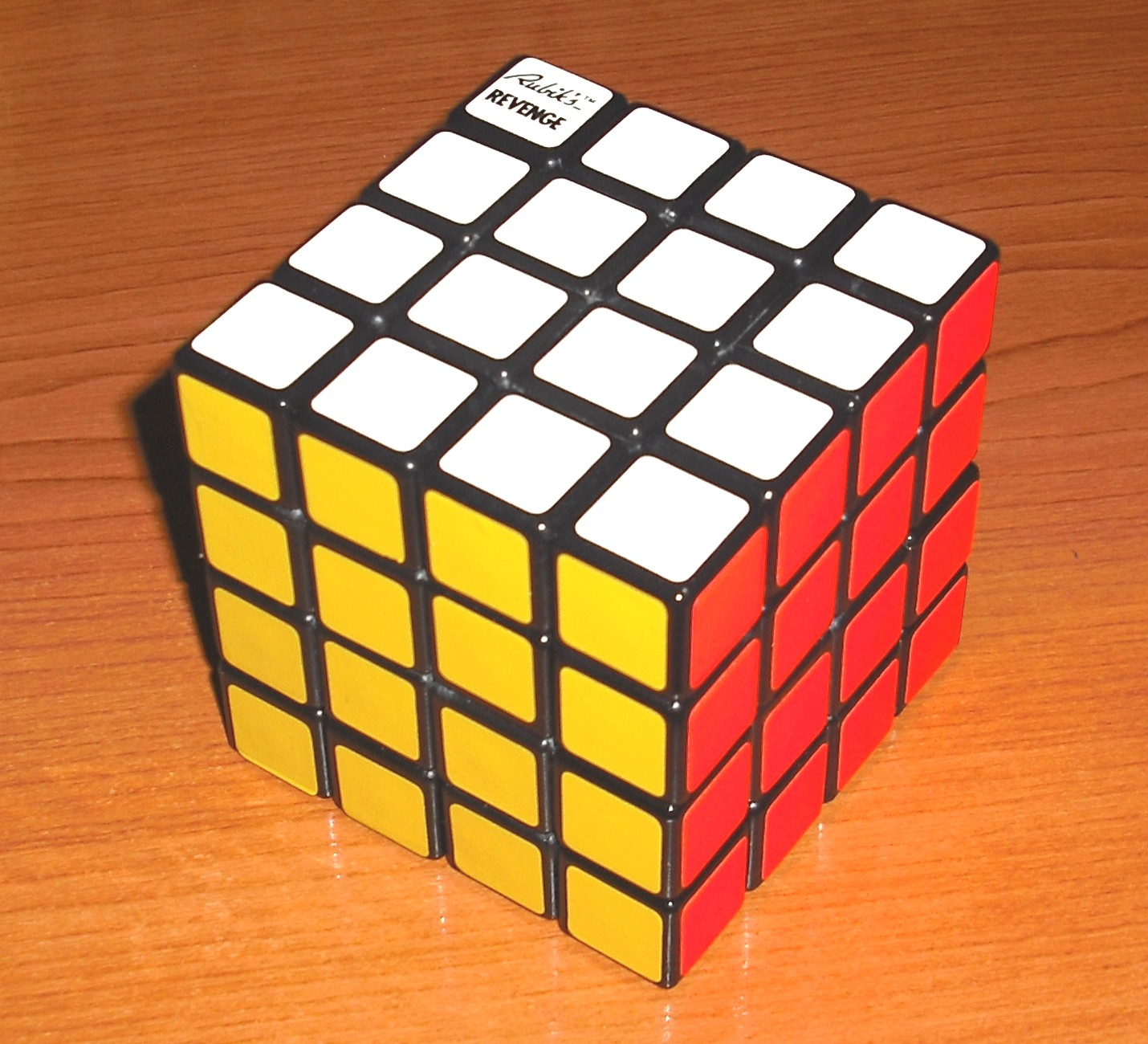
흰색의 반대쪽에 파란색이 있고, 초록색의 반대쪽에 노란 색이 있는, 초기 리벤지 큐브

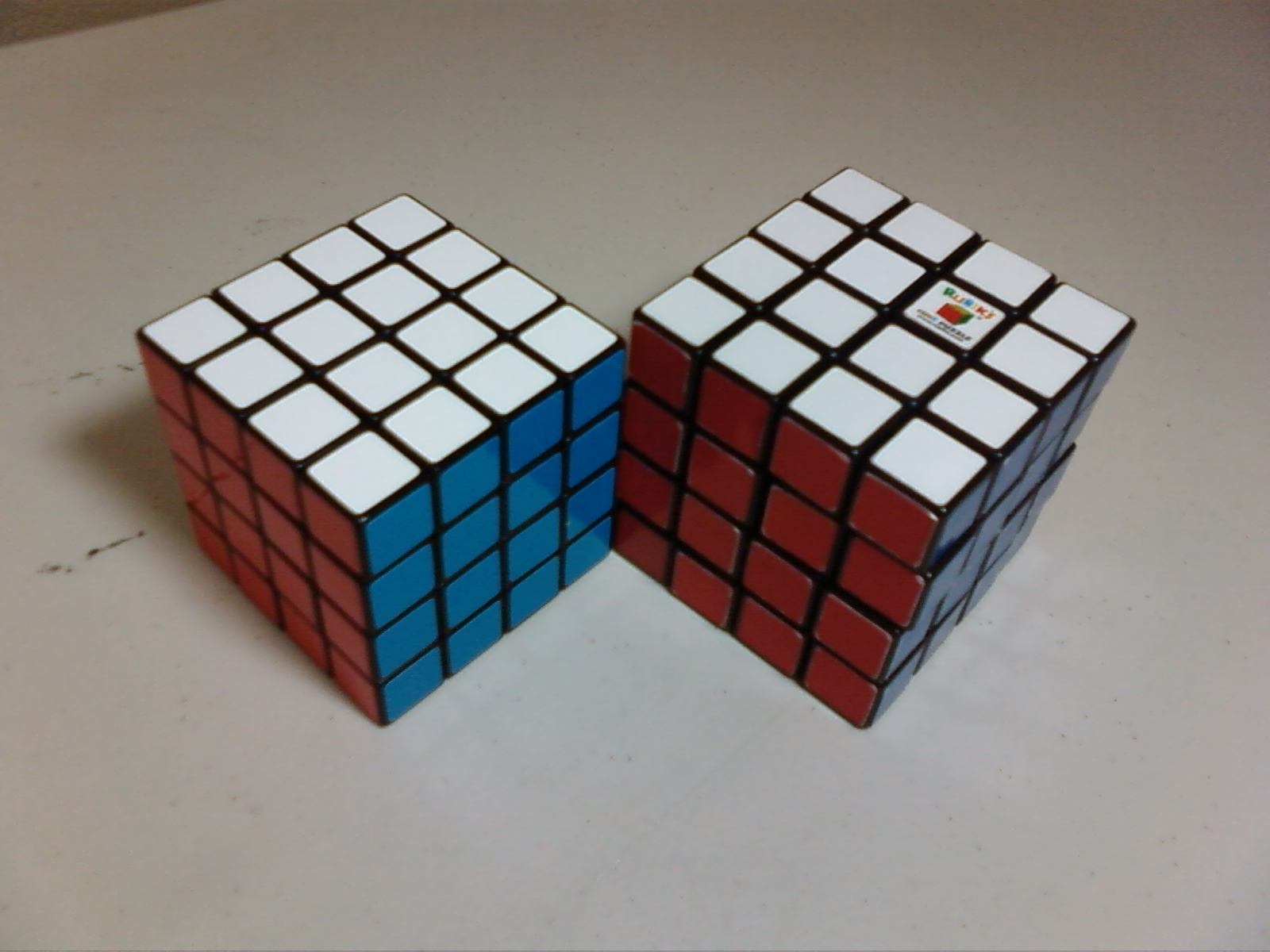
왼쪽은 이스트신 큐브이고, 오른쪽은 공식적인 리벤지 큐브이다.

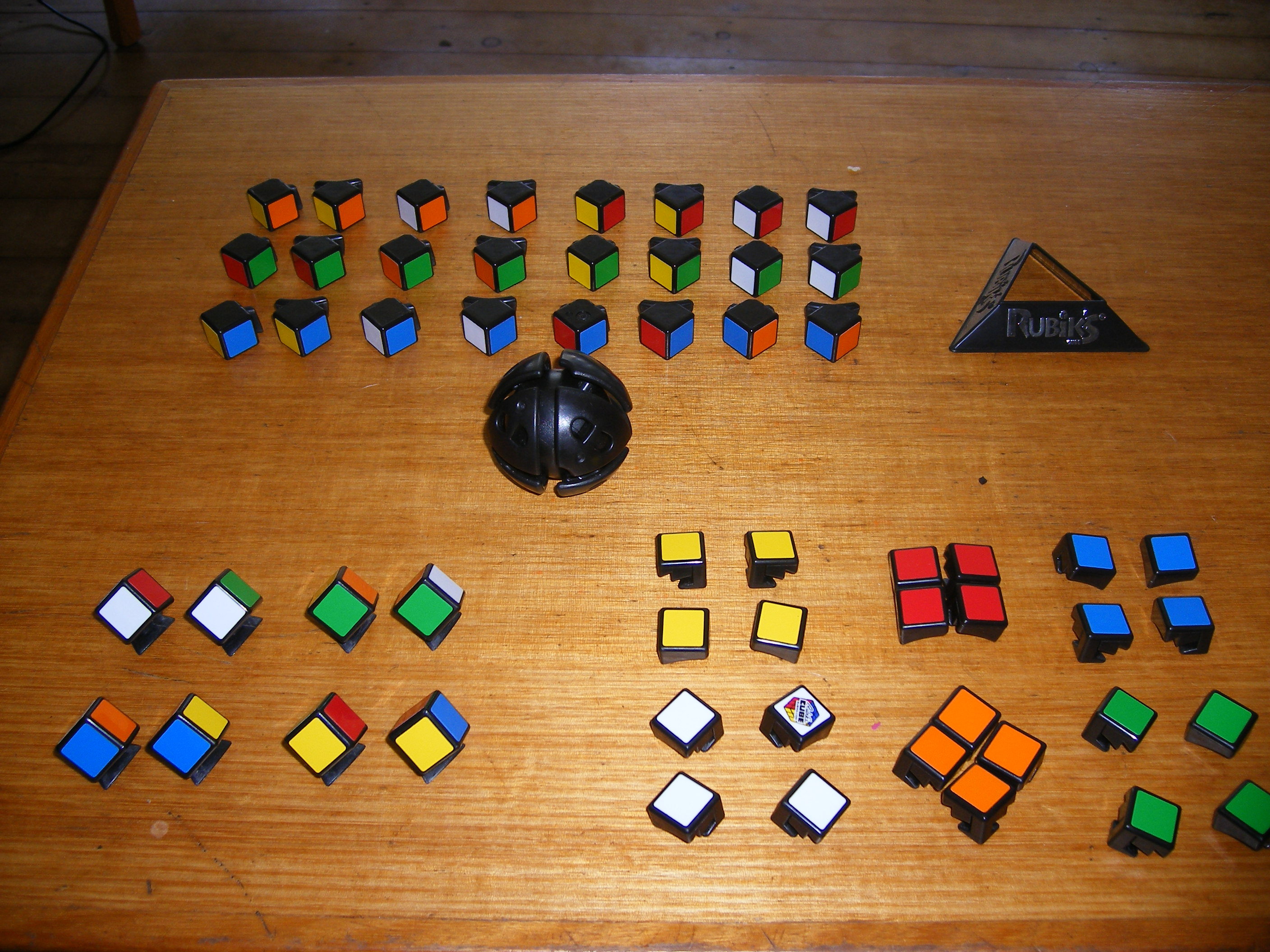
모든 조각과 중심의 공을 나타내는 분해된 리벤지 큐브

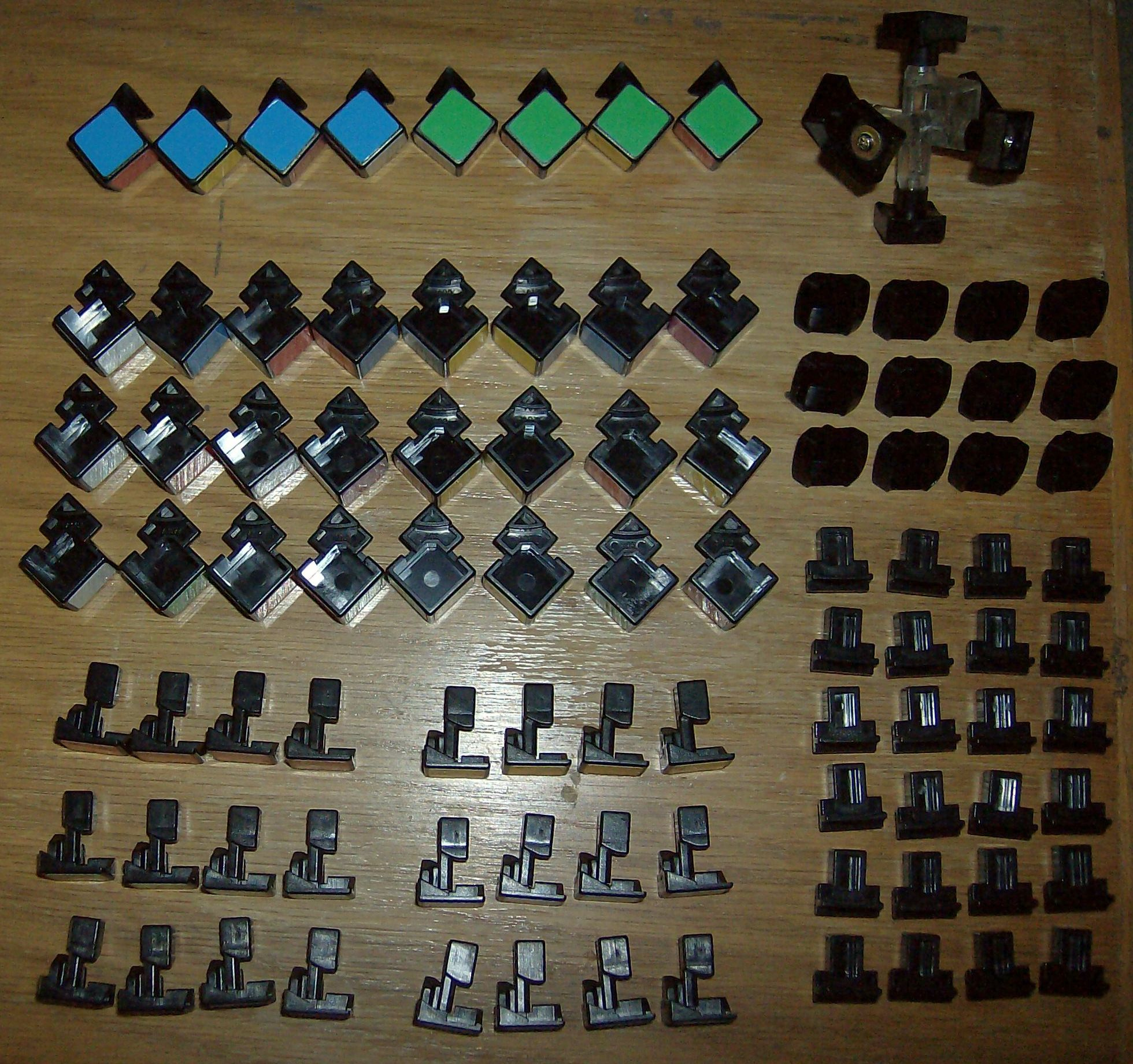
분해된 이스트신 4×4×4

퍼즐은 표면에 56개의 특수한 미니어쳐 큐브("cubies")로 이루어져 있다. 이것은 한 색만 보이는 중앙 조각이 24개, 두 색이 보이는 모서리 조각 24개, 그리고 세 면이 보이는 귀퉁이 조각 8개로 이루어져 있다. 기존의 루빅스 큐브는 어렵지 않게 분해할 수 있다, 한 면을 30° 정도 돌리고 모서리 조각을 분해될 때까지 들어 올리면 된다.
원래 메커니즘은 세베스테니가 중앙 조각을 고정하기 위해서 홈이 있는 공을 사용하는 디자인을 고안하였다. 모서리 조각은 중앙 조각과 모서리 조각에 의해 고정된 귀퉁이 조각에 의해서 고정된다. 중앙 조각이 돌아다닐 수 있는 수직인 홈이 세 개가 있다. 각 홈은 중앙 조각 하나만이 미끄러져 갈 수 있는 폭을 가진다. 공은 큐브 바깥쪽이 정렬되게 두면서 다른 줄에 있는 중앙 조각이 움직이는 것을 막을 수 있는 모양을 하고 있다. 중앙 층 하나를 이동시키면 그 층만이 이동하거나 공이 같이 회전한다.
모서리가 6cm 정도 작은 이스트신 버전은 완전히 다른 메커니즘을 가지고 있다. 이 메커니즘은 공-중심 메커니즘보다 이스트신 프로페서스 큐브의 매커니즘과 매우 비슷하다. 프로페서스 큐브의 중앙 열과 대응하는 큐브 안에 완전히 감춰진 조각 42개(움직일 수 있는 것 36개와 고정된 것 6개)가 있다. 이 디자인은 원래 보다 더 내구성이 강하고 나사를 통해서 큐브를 더 뻑뻑하게 하거나 느슨하게 할 수 있다. 중심 축은 특별히 큐브 외부가 잘못 정렬되지 않도록 모양을 하고 있다.
각각 두 개의 색이 칠해진 모서리 조각이 24개가 있고, 세 가지 색이 잇는 귀퉁이 조각이 여덟 개가 있다. 각 귀퉁이 조각이나 모서리 조각 쌍은 유일한 색깔 조합을 나타내지만, 모든 조합이 나있지는 않다(예를 들어, 완성된 큐브의 빨간색 면과 주황색 면이 서로 반대편에 있다고 할 때, 빨간색과 주황색이 같이 있는 조각은 없다). 큐브에 대한 서로의 위치는 큐브의 층을 비틀어서 바꿀 수 있지만, 완성된 상태에서 서로에 대한 색칠된 면의 위치는 바꿀 수 없다: 이것은 중앙 사각형의 상대 위치와 모서리와 귀퉁이 조각의 색깔 조합의 분포에 의해서 고정되어 있다.
가장 최근의 큐브에서, 스티커의 색깔은 빨간색의 반대쪽은 주황색, 노란색의 반대편은 흰색, 그리고 초록색 반대는 파란색이다. 하지만, 다른 색깔 배치(노란색 반대는 초록색, 파란색 반대는 흰색 그리고 빨간색 반대는 주황색)를 가지는 큐브도 존재한다. 이스트신 버전은 주황색 대신에 보라색(빨간색 반대편)이 있다.

### 조합의 수

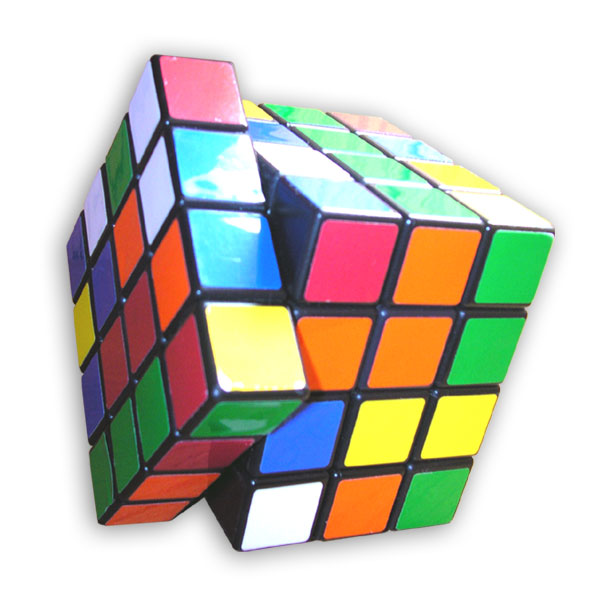
한 면을 비튼 리벤지 큐브

귀퉁이 조각이 8개, 모서리 조각이 24개 그리고 중앙 조각이 24개가 있다.
귀퉁이 조각은 홀 순열을 포함해서 어떤 위치 순열이던지 가능하다. 귀퉁이 7개는 독자적으로 회전할 수 있고 여덟번째는 나머지 일곱 개에 의하여 결정되어서, 8!×37개의 조합이 가능하다.
중앙 조각은 24개가 있다, 이는 24! 가지의 다른 방법으로 배열할 수 있다. 네 각 색의 중앙 조각이 구분할 수 없다고 가정하면, 위치 순열은 24!/(246)개의 배열로 감소한다. 감소 인자는 주어진 네 조각을 배치하는 방법 24 (4!)가지에서 나온다. 이것은 색이 여섯 가지가 있기 때문에 6제곱이 된다. 귀퉁이의 홀 순열은 중앙 조각의 홀 순열을 암시하고 반대도 마찬가지이다; 하지만, 중앙 조각의 홀 순열과 짝 순열은 조각의 모양이 동일하기 때문에 구분할 수 없다. 홀 순열을 시각적으로 만들 수 있는 중앙 조각을 구분가능하게 하는 몇 가지의 방법이 있다.
모서리 조각 24개는 내부 모양이 비대칭적이기 때문에 뒤집을 수 없다. 대응하는 모서리는 서로 거울상이기 때문에 구분 가능하다. 모서리 조각은 귀퉁이 조각이나 중앙 조각과는 무관하게 홀 순열을 포함하여 어떤 순열이든지 가능하다.
큐브가 공간에서 고정된 원점이 존재하지 않고 이것을 섞지 않고 돌리기 만해서 나타나는 순열을 동일하게 취급한다고 가정하면, 순열의 가짓수는 24로 나눠진다. 이것은 고정된 중앙 조각이 없기 때문에 모든 첫 번째 귀퉁이의 24가지의 위치와 방향이 동일하기 때문이다. 이 인자는 N이 홀수일 때는 고정된 중심이 큐브의 방향을 나타내기 때문에 N×N×N큐브의 조합을 계산할 때 나타나지 않는다.
이것은 조합의 총 가짓수를 준다:
{\displaystyle {\frac {8!\times 3^{7}\times 24!^{2}}{24^{7}}}\approx 7.40\times 10^{45}.}
전체 숫자는 7401196841564901869874093974498574336000000000가지의 가능한 조합이 있다 (약 74재(載)이다).
리벤지 큐브의 어떤 버전은 중앙 조각 하나에 로고가 새겨져 있어서 같은 색의 다른 세 조각과 구분이 가능했다. 이것은 구분 가능한 조합의 수인 4가 곱해져서 2.96×1046이 된다. 비록 이 조각의 네 가능한 위치는 모두 맞춰진 것으로 간주되지만 말이다.

## 세계 기록
리벤지 큐브의 세계 최고 기록은 17.42초로, 2019년 9월 14일 덴마크 오픈 2019 독일 세바스티안 와이어 세웠다. 큐브 다섯 개를 맞추는 종목의 세계 최고 기록은 21.13초로, 2018년 5월 27일 새크라멘토 큐빙 4 2018 대회에서 미국의 맥스 박가 세웠다. 눈 가리고 맞추는 종목의 세계 최고 기록은 1분 34.66초로, 2017년 7월 29일 차이나 챔피언십 2017 대회에서 중국의 린카이준 (林恺俊)이 세웠다.

### 세계기록 상위 5순위 (단일)
| 이름              | 기록    | 대회                              |
| ----------------- | ------- | --------------------------------- |
| 세바스티안 와이어 | 17.42초 | 2019 덴마크 오픈                  |
| 맥스 박           | 18.42초 | 2018 새크라멘토 큐브 4            |
| 펠릭스 셈덱스     | 19.36초 | 2017 라틴아메리카 투어 - 아레키파 |
| 키란 베한         | 19.77초 | 2019 워밍업 시드니                |
| 남승혁            | 19.87초 | 2019 세계 선수권                  |

### 세계기록 상위 5순위 (5회 평균)
| 이름              | 기록 (평균) | 대회                   |
| ----------------- | ----------- | ---------------------- |
| 맥스 박           | 21.13초     | 2018 새크라멘토 큐브 4 |
| 세바스티안 와이어 | 21.46초     | 2019 아테네 제전 큐빙  |
| 펠릭스 셈덱스     | 22.85초     | 2019 워밍업 시드니     |
| 왕 유원           | 23.41초     | 2019 드림 원 큐브 오픈 |
| 남승혁            | 23.57초     | 2019 세계 선수권       |

## 대중 문화에서
애니메이션 Whatever Happened to Robot Jones?의 에피소드인 Cube Wars에서, 학생들은 리벤지 큐브와 유사하게 생긴 원더 큐브라고 부르는 색칠된 큐브를 했다.

## 같이 보기
- 포켓 큐브 (2×2×2)
- 루빅스 큐브 (3×3×3)
- 프로페서스 큐브 (5×5×5)
- V-큐브 6 (6×6×6)
- V-큐브 7 (7×7×7)
- V-큐브 8 (8×8×8)
- 조합 퍼즐

## 더 읽어보기
- Rubik's Revenge: The Simplest Solution by William L. Mason
- Speedsolving the Cube by Dan Harris, 'Rubik's Revenge' pages 100-120.
- The Winning Solution to Rubik's Revenge by Minh Thai, with Herbert Taylor and M. Razid Black.